# Фінал Кубка Стенлі 1992

Фінал Кубка Стенлі 1992 (англ. Stanley Cup Finals) — 100-й загалом фінал Кубка Стенлі та сезону 1991–1992 у НХЛ між командами «Піттсбург Пінгвінс» та «Чикаго Блекгокс». Фінальна серія стартувала 26 травня в Піттсбурзі, а фінішувала 1 червня перемогою «Піттсбург Пінгвінс».
У регулярному чемпіонаті «Піттсбург Пінгвінс» фінішували третіми в дивізіоні Патрик Конференції Принца Уельського набравши 87 очок, а «Чикаго Блекгокс» посіли друге місце в дивізіоні Норріса Конференції Кларенса Кемпбела з 87 очками.
У фінальній серії перемогу здобули «Піттсбург Пінгвінс» 4:0. Приз Кона Сміта (найкращого гравця фінальної серії) отримав капітан «Пінгвінів» Маріо Лем'є.
В цьому фіналі команда з Піттсбурга стала володарем Кубка Стенлі другий рік поспіль.

## Шлях до фіналу
| Західна конференція     |          |                   |                   |                                    |
| Стадія                  | Суперник | Суперник          | Загальний рахунок | Результати матчів                  |
| Чвертьфінал конференції | Н3       | Сент-Луїс Блюз    | 4 : 2             | 3:1, 3:5, 4:5 (2ОТ), 5:3, 6:4, 2:1 |
| Півфінал конференції    | Н1       | Детройт Ред Вінгз | 4 : 0             | 2:1, 3:1, 5:4, 1:0                 |
| Фінал конференції       | С3       | Едмонтон Ойлерз   | 4 : 0             | 8:2, 4:2, 4:3 (ОТ), 5:1            |

| Східна конференція      |          |                    |                   |                                        |
| Стадія                  | Суперник | Суперник           | Загальний рахунок | Результати матчів                      |
| Чвертьфінал конференції | П2       | Вашингтон Кепіталс | 4 : 3             | 1:3, 2:6, 6:4, 2:7, 5:2, 6:4, 3:1      |
| Півфінал конференції    | П1       | Нью-Йорк Рейнджерс | 4 : 2             | 4:2, 2:4, 5:6 (ОТ), 5:4 (ОТ), 3:2, 5:1 |
| Фінал конференції       | А2       | Бостон Брюїнс      | 4 : 0             | 4:3 (ОТ), 5:2, 5:1, 5:1                |

## Арени
| Чикаго            | Чикаго Стедіум Сівік-аренаclass=notpageimage\| Арени фіналу Кубка Стенлі 1992 | Піттсбург         |
| Чикаго Стедіум    | Чикаго Стедіум Сівік-аренаclass=notpageimage\| Арени фіналу Кубка Стенлі 1992 | Сівік-арена       |
| Місткість: 17 317 | Чикаго Стедіум Сівік-аренаclass=notpageimage\| Арени фіналу Кубка Стенлі 1992 | Місткість: 16 164 |
|                   | Чикаго Стедіум Сівік-аренаclass=notpageimage\| Арени фіналу Кубка Стенлі 1992 |                   |

## Серія
| 26 травня 1992 | Чикаго Блекгокс | 4 : 5 (3:1, 1:2, 0:2) | Піттсбург Пінгвінс | Сівік-арена, Піттсбург |

| Протокол                                                                       | Протокол   | Протокол                                                                                       | Протокол     | Протокол |
| ------------------------------------------------------------------------------ | ---------- | ---------------------------------------------------------------------------------------------- | ------------ | -------- |
|                                                                                | Ед Бельфур | Голкіпери                                                                                      | Том Баррассо |          |
| Кріс Челіос (06:34) Мішель Гуле (13:17) Дірк Грем (13:43) Брент Саттер (31:36) |            | Філ Бурк (17:26) Рік Токкет (35:24) Маріо Лем'є (36:23) Яромир Ягр (55:05) Маріо Лем'є (59:47) |              |          |
| 10 хв.                                                                         | Вилучення  | 8 хв.                                                                                          |              |          |
| 34                                                                             | Кидки      | 39                                                                                             |              |          |

| 28 травня 1992 | Чикаго Блекгокс | 1 : 3 (0:1, 1:2, 0:0) | Піттсбург Пінгвінс | Сівік-арена |

| Протокол               | Протокол   | Протокол                                                 | Протокол     | Протокол |
| ---------------------- | ---------- | -------------------------------------------------------- | ------------ | -------- |
|                        | Ед Бельфур | Голкіпери                                                | Том Баррассо |          |
| Браян Марчмент (30:24) |            | Боб Еррі (09:52) Маріо Лем'є (32:55) Маріо Лем'є (35:23) |              |          |
| 8 хв.                  | Вилучення  | 6 хв.                                                    |              |          |
| 19                     | Кидки      | 25                                                       |              |          |

| 30 травня 1992 | Піттсбург Пінгвінс | 1 : 0 (1:0, 0:0, 0:0) | Чикаго Блекгокс | Чикаго Стедіум, Чикаго |

| Протокол              | Протокол     | Протокол  | Протокол   | Протокол |
| --------------------- | ------------ | --------- | ---------- | -------- |
|                       | Том Баррассо | Голкіпери | Ед Бельфур |          |
| Кевін Стівенс (15:26) |              |           |            |          |
| 10 хв.                | Вилучення    | 21 хв.    |            |          |
| 20                    | Кидки        | 27        |            |          |

| 1 червня 1992 | Піттсбург Пінгвінс | 6 : 5 (3:3, 1:1, 2:1) | Чикаго Блекгокс | Чикаго Стедіум |

| Протокол | Протокол     | Протокол                                                                                          | Протокол                                             | Протокол |
| --- | ------------ | ------------------------------------------------------------------------------------------------- | ---------------------------------------------------- | -------- |
| | Том Баррассо | Голкіпери                                                                                         | Домінік Гашек (00:00-53:27) Ед Бельфур (53:27-60:00) |          |
| Яромир Ягр (01:37) Кевін Стівенс (06:33) Маріо Лем'є (10:13) Рік Токкет (20:58) Ларрі Мерфі (44:51) Рон Френсіс (47:59) |              | Дірк Грем (06:21) Дірк Грем (06:51) Дірк Грем (16:18) Джеремі Ренік (35:40) Джеремі Ренік (51:18) |                                                      |          |
| 18 хв. | Вилучення    | 12 хв.                                                                                            |                                                      |          |
| 29 | Кидки        | 29                                                                                                |                                                      |          |

| Володар Кубка Стенлі 1992       |
| ------------------------------- |
| Піттсбург Пінгвінс другий титул |

## Володарі Кубка Стенлі
| Володарі Кубка Стенлі «Піттсбург Пінгвінс» | Воротарі: Венделл Янг, Кен Реггет, Том Баррассо Захисники: Джим Пак, Грант Дженнінгс, Ульф Самуельссон, Джефф Чикрин, Пол Стантон, Челль Самуельссон, Горді Робертс, Пітер Тальянетті, Ларрі Мерфі Нападники: Рон Френсіс, Шон Макічерн, Кен Прістлі, Браян Троттьє, Їржі Грдіна, Маріо Лем'є (К), Кірк Маллер, Джо Маллен, Боб Еррі, Джок Калландер, Джей Кофілд, Джеймі Ліч, Трой Лоуні, Кевін Стівенс, Філ Бурк, Дейв Михайлюк, Джефф Деніелс, Майк Нідгем, Яромир Ягр, Рік Токкет Головний тренер: Скотті Бовмен Генеральний менеджер: Крейг Патрік |